# Okręg Vannes
Okręg Vannes (fr. Arrondissement de Vannes) – okręg w północno-zachodniej Francji. Populacja wynosi 281 tysięcy.

## Podział administracyjny
W skład okręgu wchodzą następujące kantony:
- Allaire,
- Elven,
- Grand-Champ,
- Guer,
- Gacilly,
- Roche-Bernard,
- Trinité-Porhoët,
- Malestroit,
- Mauron,
- Muzillac,
- Ploërmel,
- Questembert,
- Rochefort-en-Terre,
- Sarzeau,
- Vannes-Centre,
- Vannes-Est,
- Vannes-Ouest.